# Eupatorium capillifolium
Eupatorium capillifolium е вид северноамериканско многогодишно тревисто растение от семейство Сложноцветни (Asteraceae). Видът е незастрашен от изчезване.

## Разпространение
Среща се по крайпътните полета с ниска обработка на почвата, както и в области, които са изгорени или по друг начин са били нарушени. Видът е ендемит за южната и източната част на Съединените щати. Среща се от Масачузетс южно до Флорида и на запад до Мисури и Тексас, както и в Куба и на Бахамите.

## Описание
Растението обикновено достига на височина от 50 cm до 2 метра и може да има няколко стъбла.